# Bonnie Blair
Bonnie Kathleen Blair, po mężu Cruikshank (ur. 18 marca 1964 w Cornwall) – amerykańska panczenistka, startująca także w short tracku. Wielokrotna medalistka olimpijska, wielokrotna medalistka mistrzostw świata i wielokrotna zdobywczyni Pucharu Świata w łyżwiarstwie szybkim.

## Kariera
Bonnie Blair urodziła się w Cornwall w stanie Nowy Jork 18 marca 1964 roku. Rozpoczęła karierę sportową od short tracku. Pierwszy sukces osiągnęła w 1984 roku, kiedy zdobyła brązowy medal na mistrzostwach świata w short tracku w Peterborough. W zawodach tych wyprzedziły ją jedynie Japonka Mariko Kinoshita i Sylvie Daigle z Kanady. W tym samym roku wystąpiła na igrzyskach olimpijskich w Sarajewie, zajmując ósme miejsce w biegu na 500 m. W short tracku zdobyła jeszcze dwa medale: srebrny na mistrzostwach świata w Amsterdamie w 1985 roku i złoty podczas mistrzostw świata w Chamonix rok później. Swój pierwszy medal w łyżwiarstwie szybkim zdobyła w 1986 roku, zajmując trzecie miejsce na mistrzostwach świata w wieloboju sprinterskim w Karuizawie. Przegrała tam tylko z dwiema reprezentantkami NRD: Karin Kanią i Christą Rothenburger.
Od 1987 roku skupiła się na łyżwiarstwie szybkim. Jeszcze w tym roku zajęła drugie miejsce za Karin Kanią podczas mistrzostw świata w wieloboju sprinterskim w Sainte-Foy. igrzyska w Calgary w 1988 roku przyniosły jej złoty medal już w pierwszym starcie - biegu na 500 m. Dwa dni później była trzecia za Kanią i Rothenburger na dwukrotnie dłuższym dystansie. Na tych samych igrzyskach zajęła też czwarte miejsce w biegu na 1500 m, przegrywając walkę o medal z Andreą Ehrig-Mitscherlich. Na igrzyskach olimpijskich w Albertville w 1992 roku i rozgrywanych dwa lata później igrzyskach w Lillehammer Blair wygrywała w biegach na 500 i 1000 m. W międzyczasie zdobyła jeszcze siedem medali mistrzostw świata w wieloboju sprinterskim: złote na MŚ w Heerenveen (1989), MŚ w Calgary (1994) i MŚ w Milwaukee (1995), srebrne podczas MŚ w Tromsø (1990), MŚ w Oslo (1992) i MŚ w Ikaho (1993) oraz brązowy na MŚ w West Allis (1988).
Wielokrotnie stawała na podium zawodów Pucharu Świata, odnosząc przy tym 69. zwycięstw. W sezonach 1986/1987, 1989/1990, 1991/1992, 1993/1994 i 1994/1995 zwyciężała w klasyfikacji końcowej 500 m, w sezonach 1987/1988 i 1992/1993 była druga, a w sezonach 1988/1989 oraz 1990/1991 zajmowała trzecie miejsce. Ponadto w sezonach 1986/1987 i 1991/1992-1994/1995 wygrywała także klasyfikację 1000 m, w sezonach 1987/1988 i 1989/1990 zajmowała drugie miejsce, a w sezonie 1990/1991 była trzecia. Sukcesy osiągnęła także w klasyfikacji 1500 m, wygrywając w sezonie 1987/1988 i zajmując trzecie miejsce w sezonie 1991/1992.
Ośmiokrotnie stawała na podium klasyfikacji końcowej, najlepszy wynik osiągając w sezonie 1985/1986, kiedy zwyciężyła w klasyfikacji 1000 m. W tym samym sezonie była też druga w klasyfikacjach 500 i 1500 m oraz trzecia w klasyfikacji 3000 m/5000 m.
Ustanowiła 11 rekordów świata (2 nieoficjalne), przy czym w 1994 roku w Calgary jako pierwsza kobieta złamała barierę 39 sekund na 500 m. W 1992 roku została pierwszą kobietą uhonorowaną Nagrodą Oscara Mathisena.
Jej mąż Dave Cruikshank także uprawiał łyżwiarstwo szybkie.

### Mistrzostwa świata
- Mistrzostwa świata w wieloboju sprinterskim
  - złoto – 1989, 1994, 1995
  - srebro – 1987, 1990, 1992, 1993
  - brąz – 1986, 1988